# Мезе (Франция)
Мезе́ (фр. Maizet) — коммуна во Франции, находится в регионе Нижняя Нормандия. Департамент коммуны — Кальвадос. Входит в состав кантона Эвреси. Округ коммуны — Кан.
Код INSEE коммуны — 14393.

## Население
Население коммуны на 2010 год составляло 303 человека.
| 1962 | 1968 | 1975 | 1982 | 1990 | 1999 | 2010 |
| ---- | ---- | ---- | ---- | ---- | ---- | ---- |
| 131  | 164  | 187  | 202  | 260  | 238  | 303  |

## Экономика
В 2010 году среди 203 человек трудоспособного возраста (15—64 лет) 163 были экономически активными, 40 — неактивными (показатель активности — 80,3 %, в 1999 году было 69,7 %). Из 163 активных жителей работали 157 человек (86 мужчин и 71 женщина), безработных было 6 (1 мужчина и 5 женщин). Среди 40 неактивных 17 человек были учениками или студентами, 17 — пенсионерами, 6 были неактивными по другим причинам.